# Élections cantonales de 1992 dans le Cantal
Les élections cantonales ont eu lieu les 22 et 29 mars 1992.
Lors de ces élections, 14 des 27 cantons du Cantal ont été renouvelés. Elles ont vu la reconduction de la majorité RPR dirigée par Roger Besse, président du conseil général depuis 1988.

## Résultats à l’échelle du département
Répartition départementale des résultats (2e tour).
- PCF (9,09 %)
- PS (16,07 %)
- Majorité (24,81 %)
- RPR (24,01 %)
- UDF (13,1 %)
- DVD (12,93 %)

| Étiquette      | Étiquette                          | Premier tour | Premier tour | Second tour | Second tour | Sièges |
| Étiquette      | Étiquette                          | Voix         | %            | Voix        | %           | Sièges |
| -------------- | ---------------------------------- | ------------ | ------------ | ----------- | ----------- | ------ |
|                | Majorité présidentielle            | 8 138        | 17,34        | 6 391       | 24,81       | 2      |
|                | Parti socialiste                   | 5 820        | 12,40        | 4 141       | 16,07       | 1      |
|                | Parti communiste français          | 3 557        | 7,58         | 2 341       | 9,09        | 1      |
|                | Extrême gauche                     | 319          | 0,68         |             |             |        |
| Gauche         | Gauche                             | 17 834       | 38,00        | 12 873      | 49,97       | 4      |
|                |                                    |              |              |             |             |        |
|                | Divers droite                      | 13 742       | 29,29        | 3 332       | 12,93       | 3      |
|                | Rassemblement pour la République   | 9 134        | 19,47        | 6 185       | 24,01       | 5      |
|                | Union pour la démocratie française | 4 721        | 10,06        | 3 374       | 13,10       | 2      |
|                | Front national                     | 1 488        | 3,17         |             |             |        |
| Droite         | Droite                             | 29 085       | 62,00        | 12 891      | 50,04       | 10     |
|                |                                    |              |              |             |             |        |
| Inscrits       | Inscrits                           | 65 610       | 100,00       | 40 748      | 100,00      |        |
| Abstention     | Abstention                         | 16 234       | 24,74        | 12 557      | 30,82       |        |
| Votants        | Votants                            | 49 376       | 75,26        | 28 191      | 69,18       |        |
| Blancs et nuls | Blancs et nuls                     | 2 457        | 4,98         | 2 427       | 8,61        |        |
| Exprimés       | Exprimés                           | 46 919       | 95,02        | 25 764      | 91,39       |        |

## Résultats par canton

### Canton d'Arpajon-sur-Cère
| Candidats      | Candidats       | Étiquette      | Premier tour | Premier tour |
| Candidats      | Candidats       | Étiquette      | Voix         | %            |
| -------------- | --------------- | -------------- | ------------ | ------------ |
|                | Yves Coussain*  | UDF            | 2 524        | 57,40        |
|                | Roger Destannes | PS             | 1 503        | 34,18        |
|                | Jacques Frescal | PCF            | 222          | 5,05         |
|                | Serge Fruquière | FN             | 148          | 3,37         |
|                |                 |                |              |              |
| Inscrits       | Inscrits        | Inscrits       | 5 985        | 100,00       |
| Abstention     | Abstention      | Abstention     | 1 328        | 22,19        |
| Votants        | Votants         | Votants        | 4 657        | 77,81        |
| Blancs et nuls | Blancs et nuls  | Blancs et nuls | 260          | 5,58         |
| Exprimés       | Exprimés        | Exprimés       | 4 397        | 94,42        |

*sortant

### Canton d'Aurillac-1
| Candidats      | Candidats            | Étiquette      | Premier tour | Premier tour | Second tour | Second tour |
| Candidats      | Candidats            | Étiquette      | Voix         | %            | Voix        | %           |
| -------------- | -------------------- | -------------- | ------------ | ------------ | ----------- | ----------- |
|                | René Souchon*        | PS             | 1 578        | 36,79        | 2 137       | 50,07       |
|                | Annie Brunet-Fuster  | RPR            | 1 482        | 34,55        | 2 131       | 49,93       |
|                | Jacques Cros         | DVD            | 431          | 10,05        |             |             |
|                | Francois Bre         | PS             | 240          | 5,60         |             |             |
|                | Maria Recobre        | PCF            | 204          | 4,76         |             |             |
|                | Marie-Louise Meyniel | FN             | 183          | 4,27         |             |             |
|                | Yves Raoul           | DVD            | 171          | 3,99         |             |             |
|                |                      |                |              |              |             |             |
| Inscrits       | Inscrits             | Inscrits       | 6 282        | 100,00       | 6 282       | 100,00      |
| Abstention     | Abstention           | Abstention     | 1 773        | 28,22        | 1 764       | 28,08       |
| Votants        | Votants              | Votants        | 4 509        | 71,78        | 4 518       | 71,92       |
| Blancs et nuls | Blancs et nuls       | Blancs et nuls | 220          | 4,88         | 250         | 5,53        |
| Exprimés       | Exprimés             | Exprimés       | 4 289        | 95,12        | 4 268       | 94,47       |

*sortant

### Canton de Champs-sur-Tarentaine-Marchal
| Candidats      | Candidats          | Étiquette      | Premier tour | Premier tour |
| Candidats      | Candidats          | Étiquette      | Voix         | %            |
| -------------- | ------------------ | -------------- | ------------ | ------------ |
|                | Jean-Paul Cellier* | RPR            | 1 407        | 80,03        |
|                | Laurent Duplessis  | PCF            | 351          | 19,97        |
|                |                    |                |              |              |
| Inscrits       | Inscrits           | Inscrits       | 2 616        | 100,00       |
| Abstention     | Abstention         | Abstention     | 586          | 22,40        |
| Votants        | Votants            | Votants        | 2 030        | 77,60        |
| Blancs et nuls | Blancs et nuls     | Blancs et nuls | 272          | 13,40        |
| Exprimés       | Exprimés           | Exprimés       | 1 758        | 86,60        |

*sortant

### Canton de Chaudes-Aigues
| Candidats      | Candidats         | Étiquette      | Premier tour | Premier tour |
| Candidats      | Candidats         | Étiquette      | Voix         | %            |
| -------------- | ----------------- | -------------- | ------------ | ------------ |
|                | Pierre Brousse    | RPR            | 1 032        | 58,64        |
|                | Vital Gendre      | DVD            | 655          | 37,22        |
|                | Jean-Pierre Roume | PCF            | 73           | 4,15         |
|                |                   |                |              |              |
| Inscrits       | Inscrits          | Inscrits       | 2 339        | 100,00       |
| Abstention     | Abstention        | Abstention     | 448          | 19,15        |
| Votants        | Votants           | Votants        | 1 891        | 80,85        |
| Blancs et nuls | Blancs et nuls    | Blancs et nuls | 131          | 6,93         |
| Exprimés       | Exprimés          | Exprimés       | 1 760        | 93,07        |

### Canton de Condat
| Candidats      | Candidats           | Étiquette      | Premier tour | Premier tour |
| Candidats      | Candidats           | Étiquette      | Voix         | %            |
| -------------- | ------------------- | -------------- | ------------ | ------------ |
|                | Jean-Claude Walchli | DVD            | 1 603        | 74,87        |
|                | Jean Brun           | PS             | 457          | 21,35        |
|                | Philippe Bros       | PCF            | 81           | 3,78         |
|                |                     |                |              |              |
| Inscrits       | Inscrits            | Inscrits       | 3 320        | 100,00       |
| Abstention     | Abstention          | Abstention     | 1 084        | 32,65        |
| Votants        | Votants             | Votants        | 2 236        | 67,35        |
| Blancs et nuls | Blancs et nuls      | Blancs et nuls | 95           | 4,25         |
| Exprimés       | Exprimés            | Exprimés       | 2 141        | 95,75        |

### Canton de Mauriac
| Candidats      | Candidats           | Étiquette      | Premier tour | Premier tour | Second tour | Second tour |
| Candidats      | Candidats           | Étiquette      | Voix         | %            | Voix        | %           |
| -------------- | ------------------- | -------------- | ------------ | ------------ | ----------- | ----------- |
|                | Christian Pradeyrol | DVD            | 1 404        | 30,55        | 2 138       | 50,25       |
|                | Pierre Charlanne*   | RPR            | 1 404        | 30,55        | Retrait     | Retrait     |
|                | Daniel Vendries     | PS             | 1 279        | 27,83        | 2 117       | 49,75       |
|                | Clément Besombes    | PCF            | 362          | 7,88         |             |             |
|                | Alice Brugue        | FN             | 146          | 3,18         |             |             |
|                |                     |                |              |              |             |             |
| Inscrits       | Inscrits            | Inscrits       | 6 310        | 100,00       | 6 310       | 100,00      |
| Abstention     | Abstention          | Abstention     | 1 588        | 25,17        | 1 793       | 28,42       |
| Votants        | Votants             | Votants        | 4 722        | 74,83        | 4 517       | 71,58       |
| Blancs et nuls | Blancs et nuls      | Blancs et nuls | 127          | 2,69         | 262         | 5,80        |
| Exprimés       | Exprimés            | Exprimés       | 4 595        | 97,31        | 4 255       | 94,20       |

*sortant

### Canton de Maurs
| Candidats      | Candidats                | Étiquette      | Premier tour | Premier tour | Second tour | Second tour |
| Candidats      | Candidats                | Étiquette      | Voix         | %            | Voix        | %           |
| -------------- | ------------------------ | -------------- | ------------ | ------------ | ----------- | ----------- |
|                | Jean Cipière             | PCF            | 1 297        | 31,08        | 2 341       | 55,07       |
|                | Bernard Laurens*         | DVD            | 1 208        | 28,95        | 1 910       | 44,93       |
|                | Antoine Gimenez          | PS             | 805          | 19,29        | Retrait     | Retrait     |
|                | Alain Courbaize          | DVD            | 749          | 17,95        | Retrait     | Retrait     |
|                | Suzanne Thomas-Asplanato | FN             | 114          | 2,73         |             |             |
|                |                          |                |              |              |             |             |
| Inscrits       | Inscrits                 | Inscrits       | 5 681        | 100,00       | 5 681       | 100,00      |
| Abstention     | Abstention               | Abstention     | 1 244        | 21,90        | 1 174       | 20,67       |
| Votants        | Votants                  | Votants        | 4 437        | 78,10        | 4 507       | 79,33       |
| Blancs et nuls | Blancs et nuls           | Blancs et nuls | 264          | 5,95         | 256         | 5,68        |
| Exprimés       | Exprimés                 | Exprimés       | 4 173        | 94,05        | 4 251       | 94,32       |

*sortant

### Canton de Montsalvy
| Candidats      | Candidats         | Étiquette      | Premier tour | Premier tour |
| Candidats      | Candidats         | Étiquette      | Voix         | %            |
| -------------- | ----------------- | -------------- | ------------ | ------------ |
|                | Vincent Descoeur* | DVD            | 2 308        | 76,83        |
|                | Jean-Claude Muet  | EXG            | 319          | 10,62        |
|                | Jean Aubert       | PCF            | 280          | 9,32         |
|                | Jérôme Diou       | FN             | 97           | 3,23         |
|                |                   |                |              |              |
| Inscrits       | Inscrits          | Inscrits       | 4 232        | 100,00       |
| Abstention     | Abstention        | Abstention     | 1 108        | 26,18        |
| Votants        | Votants           | Votants        | 3 124        | 73,82        |
| Blancs et nuls | Blancs et nuls    | Blancs et nuls | 120          | 3,84         |
| Exprimés       | Exprimés          | Exprimés       | 3 004        | 96,16        |

*sortant

### Canton de Murat
| Candidats      | Candidats           | Étiquette      | Premier tour | Premier tour | Second tour | Second tour |
| Candidats      | Candidats           | Étiquette      | Voix         | %            | Voix        | %           |
| -------------- | ------------------- | -------------- | ------------ | ------------ | ----------- | ----------- |
|                | Emmanuel Grèze      | RPR            | 1 902        | 48,78        | 1 957       | 100,00      |
|                | Jean-Paul Delcros   | PS             | 882          | 22,62        | Retrait     | Retrait     |
|                | Luc Verdavaine      | PS             | 395          | 10,13        |             |             |
|                | Denis Maier         | PS             | 341          | 8,75         |             |             |
|                | James Bolo          | DVD            | 197          | 5,05         |             |             |
|                | Lucien Benoit-Guyod | FN             | 127          | 3,26         |             |             |
|                | Christian Terrade   | PCF            | 55           | 1,41         |             |             |
|                |                     |                |              |              |             |             |
| Inscrits       | Inscrits            | Inscrits       | 5 679        | 100,00       | 5 679       | 100,00      |
| Abstention     | Abstention          | Abstention     | 1 612        | 28,39        | 2 865       | 50,45       |
| Votants        | Votants             | Votants        | 4 067        | 71,61        | 2 814       | 49,55       |
| Blancs et nuls | Blancs et nuls      | Blancs et nuls | 168          | 4,13         | 857         | 30,45       |
| Exprimés       | Exprimés            | Exprimés       | 3 899        | 95,87        | 1 957       | 69,55       |

### Canton de Saint-Cernin
| Candidats      | Candidats        | Étiquette      | Premier tour | Premier tour |
| Candidats      | Candidats        | Étiquette      | Voix         | %            |
| -------------- | ---------------- | -------------- | ------------ | ------------ |
|                | Marcel Verniole* | RPR            | 1 080        | 59,70        |
|                | Mireille Lacombe | PS             | 602          | 33,28        |
|                | Paul Coutherut   | FN             | 64           | 3,54         |
|                | Gérard Castel    | PCF            | 63           | 3,48         |
|                |                  |                |              |              |
| Inscrits       | Inscrits         | Inscrits       | 2 475        | 100,00       |
| Abstention     | Abstention       | Abstention     | 584          | 23,60        |
| Votants        | Votants          | Votants        | 1 891        | 76,40        |
| Blancs et nuls | Blancs et nuls   | Blancs et nuls | 82           | 4,34         |
| Exprimés       | Exprimés         | Exprimés       | 1 809        | 95,66        |

*sortant

### Canton de Saint-Flour-Nord
| Candidats      | Candidats       | Étiquette      | Premier tour | Premier tour | Second tour | Second tour |
| Candidats      | Candidats       | Étiquette      | Voix         | %            | Voix        | %           |
| -------------- | --------------- | -------------- | ------------ | ------------ | ----------- | ----------- |
|                | Joseph Boudou   | PS             | 1 352        | 32,59        | 2 004       | 48,87       |
|                | Michel Seyt     | RPR            | 827          | 19,93        | 2 097       | 51,13       |
|                | Félix Gauzy     | DVD            | 742          | 17,88        | Retrait     | Retrait     |
|                | Paul Esbrat*    | DVD            | 677          | 16,32        | Retrait     | Retrait     |
|                | Paul Amouroux   | PS             | 287          | 6,92         |             |             |
|                | Jean-Marie Diou | FN             | 155          | 3,74         |             |             |
|                | Maurice Veysset | PCF            | 109          | 2,63         |             |             |
|                |                 |                |              |              |             |             |
| Inscrits       | Inscrits        | Inscrits       | 5 751        | 100,00       | 5 751       | 100,00      |
| Abstention     | Abstention      | Abstention     | 1 427        | 24,81        | 1 490       | 25,91       |
| Votants        | Votants         | Votants        | 4 324        | 75,19        | 4 261       | 74,09       |
| Blancs et nuls | Blancs et nuls  | Blancs et nuls | 175          | 4,05         | 160         | 3,75        |
| Exprimés       | Exprimés        | Exprimés       | 4 149        | 95,95        | 4 101       | 96,25       |

*sortant

### Canton de Saint-Flour-Sud
| Candidats      | Candidats         | Étiquette      | Premier tour | Premier tour | Second tour | Second tour |
| Candidats      | Candidats         | Étiquette      | Voix         | %            | Voix        | %           |
| -------------- | ----------------- | -------------- | ------------ | ------------ | ----------- | ----------- |
|                | Pierre Jarlier    | UDF            | 2 197        | 47,80        | 3 374       | 100,00      |
|                | Jacques Albisson* | DVD            | 1 316        | 28,63        | Retrait     | Retrait     |
|                | Pierre Dubois     | DVD            | 466          | 10,14        |             |             |
|                | Raymond Bayol     | PCF            | 262          | 5,70         |             |             |
|                | Valentin Fabre    | FN             | 179          | 3,89         |             |             |
|                | Pierre Pelat      | PS             | 176          | 3,83         |             |             |
|                |                   |                |              |              |             |             |
| Inscrits       | Inscrits          | Inscrits       | 6 441        | 100,00       | 6 441       | 100,00      |
| Abstention     | Abstention        | Abstention     | 1 643        | 25,51        | 2 573       | 39,95       |
| Votants        | Votants           | Votants        | 4 798        | 74,49        | 3 868       | 60,05       |
| Blancs et nuls | Blancs et nuls    | Blancs et nuls | 202          | 4,21         | 494         | 12,77       |
| Exprimés       | Exprimés          | Exprimés       | 4 596        | 95,79        | 3 374       | 87,23       |

*sortant

### Canton de Saint-Mamet-la-Salvetat
| Candidats      | Candidats         | Étiquette      | Premier tour | Premier tour | Second tour | Second tour |
| Candidats      | Candidats         | Étiquette      | Voix         | %            | Voix        | %           |
| -------------- | ----------------- | -------------- | ------------ | ------------ | ----------- | ----------- |
|                | Michel Lafon      | DVD            | 1 282        | 35,64        | 2 136       | 60,03       |
|                | François Chandon  | DVD            | 1 090        | 30,30        | 1 422       | 39,97       |
|                | Antonin Avenin    | PS             | 590          | 16,40        | Retrait     | Retrait     |
|                | Claude Suc        | DVD            | 394          | 10,95        |             |             |
|                | Paul Bardot       | FN             | 118          | 3,28         |             |             |
|                | Christian Auzolle | PCF            | 123          | 3,42         |             |             |
|                |                   |                |              |              |             |             |
| Inscrits       | Inscrits          | Inscrits       | 4 604        | 100,00       | 4 604       | 100,00      |
| Abstention     | Abstention        | Abstention     | 843          | 18,31        | 898         | 19,50       |
| Votants        | Votants           | Votants        | 3 761        | 81,69        | 3 706       | 80,50       |
| Blancs et nuls | Blancs et nuls    | Blancs et nuls | 164          | 4,36         | 148         | 3,99        |
| Exprimés       | Exprimés          | Exprimés       | 3 597        | 95,64        | 3 558       | 96,01       |

### Canton de Salers
| Candidats      | Candidats               | Étiquette      | Premier tour | Premier tour |
| Candidats      | Candidats               | Étiquette      | Voix         | %            |
| -------------- | ----------------------- | -------------- | ------------ | ------------ |
|                | Jean Descoeur*          | DVD            | 1 735        | 63,05        |
|                | Christian Fournier      | PS             | 785          | 28,52        |
|                | Odette Teuillet-Lapeyre | FN             | 157          | 5,70         |
|                | Simone Pelmoine         | PCF            | 75           | 2,73         |
|                |                         |                |              |              |
| Inscrits       | Inscrits                | Inscrits       | 3 895        | 100,00       |
| Abstention     | Abstention              | Abstention     | 966          | 24,80        |
| Votants        | Votants                 | Votants        | 2 929        | 75,20        |
| Blancs et nuls | Blancs et nuls          | Blancs et nuls | 177          | 6,04         |
| Exprimés       | Exprimés                | Exprimés       | 2 752        | 93,96        |

*sortant